# كينغا فيليبس
كينغا فيليبس (بالإنجليزية: Kinga Philipps)‏ هي صحفية وممثلة أمريكية، ولدت في 16 أغسطس 1976 في وارسو في بولندا.

## وصلات خارجية
- الموقع الرسمي
- كينغا فيليبس على موقع IMDb (الإنجليزية)
- كينغا فيليبس على موقع قاعدة بيانات الفيلم (الإنجليزية)